# Ermita de Santa Cristina (Artana)
L'ermita de Santa Cristina d'Artana, en la Plana Baixa, a 2 km del municipi, per la carretera d'Eslida, és un temple catòlic catalogat com Bé de Rellevància Local segons la Disposició Addicional Cinquena de la Llei 5/2007, de 9 de febrer, de la Generalitat, de modificació de la Llei 4/1998, d'11 de juny, del Patrimoni Cultural Valencià (DOCV Núm. 5.449 / 13/02/2007), amb codi identificador: 12.06.016-003.

## Descripció històric-artística
L'ermita és una construcció datada del segle xviii, que forma part d'un complex de edificiaciones annexes així com del paratge natural en el qual s'eleva.
L'ermita posseeix dependències per a l'ermità així com una hostatgeria i una zona d'esplai i esbarjo dins d'un paratge natural, amb una font d'aigua natural a que el seu al voltant es va construir una espècie d'amfiteatre de caràcter rústic.
Externament és de gran senzillesa, destacant tan sols les àmplies portalades que destaquen a la plaça envoltada de xiprers en la qual s'obren. La façana posseeix un porxo previ del que destaca un campanar de paret amb una sola campana i rematada en creu i penell.
Interiorment es tracta d'un edifici d'una sola nau edificada en estil dòric. Presenta un cor alt als peus de la planta. D'altra banda, en l'altar major es troba la imatge de Santa Cristina, que és una còpia de la imatge barroca que en l'actualitat de custòdia a l'església parroquial.

## Festa
Les festes en honor de la santa, que a més és la patrona d'Artana, se celebren en el mes de juliol, i entre els actes es duu a terme un romiatge el dia 24 de juliol, i entre els actes es beneeix l'aigua de la font.És invocada en temps de sequedat tal com indiquen les peticions dels Goigs que té dedicats.